# Minardi M185
Minardi M185 – bolid teamu Minardi na sezon 1985. Od początku sezonu 1986 używana była specyfikacja „B” tego samego modelu. Od Grand Prix Węgier Andrea de Cesaris używał nowego modelu M186. Kierowcą w sezonie 1985 był Pierluigi Martini. W bolidach Minardi M185B zasiadali de Cesaris i Alessandro Nannini. Przez pierwsze dwa wyścigi sezonu 1985 samochód napędzany był silnikiem Forda, później zastosowano turbodoładowany silnik Motori Moderni.

## Wyniki
| Legenda oznaczeń w tabelach wyników Wyświetl szablon na nowej stronie | Legenda oznaczeń w tabelach wyników Wyświetl szablon na nowej stronie                                                                     |
| Oznaczenie                                                            | Wyjaśnienie |
| --------------------------------------------------------------------- | --- |
| Złoty                                                                 | Zwycięzca lub mistrzostwo |
| Srebrny                                                               | 2. miejsce lub wicemistrzostwo |
| Brązowy                                                               | 3. miejsce lub II wicemistrzostwo |
| Zielony                                                               | Ukończył, punktował (w klasyfikacji generalnej, gdy zdobył co najmniej jeden punkt na przestrzeni sezonu, poza trzema powyższymi opcjami) |
| Niebieski                                                             | Ukończył, nie punktował (w klasyfikacji generalnej, gdy nie zdobył co najmniej jednego punktu na przestrzeni sezonu)                      |
| Czerwony                                                              | Nie zakwalifikował się (NZ) |
| Czerwony                                                              | Nie prekwalifikował się (NPK) |
| Różowy                                                                | Nie ukończył (NU) |
| Różowy                                                                | Niesklasyfikowany (NS) (w klasyfikacji generalnej, gdy nie został sklasyfikowany w żadnym wyścigu sezonu)                                 |
| Czarny                                                                | Zdyskwalifikowany (DK) |
| Czarny                                                                | Wykluczony (WYK/EX) |
| Biały                                                                 | Nie wystartował (NW) |
| Biały                                                                 | Kontuzjowany (K/INJ) |
| Biały                                                                 | Wyścig odwołany (OD/C) |
| Bez koloru                                                            | Został wycofany (WYC/WD) |
| Bez koloru                                                            | Nie przybył (NP/DNA) |
| Bez koloru                                                            | Nie brał udziału w treningach (NT/DNP) |
| Bez koloru                                                            | Nie został zgłoszony (–) |
| Pogrubienie                                                           | Start z pole position |
| Kursywa                                                               | Najszybsze okrążenie wyścigu |
| †                                                                     | Nie ukończył, ale jego rezultat został zaliczony ze względu na przejechanie więcej niż 90% dystansu wyścigu.                              |
| *                                                                     | Sezon w trakcie |
| 1/2/3                                                                 | Punktowana pozycja w sprincie kwalifikacyjnym                                                                                             |
| Lista systemów punktacji Formuły 1                                    | |

| Sezon | Konstruktor | Kierowcy           | Wyniki kierowców | Wyniki kierowców | Wyniki kierowców | Wyniki kierowców | Wyniki kierowców | Wyniki kierowców | Wyniki kierowców | Wyniki kierowców | Wyniki kierowców | Wyniki kierowców | Wyniki kierowców | Wyniki kierowców | Wyniki kierowców | Wyniki kierowców | Wyniki kierowców | Wyniki kierowców | Wyniki kierowców | Wyniki kierowców | Wyniki konstruktora | Wyniki konstruktora |
| 1985  |             |                    | BRA              | PRT              | SMR              | MCO              | CAN              | USE              | FRA              | GBR              | DEU              | AUT              | NLD              | ITA              | BEL              | EUR              | ZAF              | AUS              | Punkty           | Pozycja          | Punkty              | Pozycja             |
| ----- | ----------- | ------------------ | ---------------- | ---------------- | ---------------- | ---------------- | ---------------- | ---------------- | ---------------- | ---------------- | ---------------- | ---------------- | ---------------- | ---------------- | ---------------- | ---------------- | ---------------- | ---------------- | ---------------- | ---------------- | ------------------- | ------------------- |
| 1985  | Minardi     | Pierluigi Martini  | NU               | NU               | NU               | NZ               | NU               | NU               | NU               | NU               | 11               | NU               | NU               | NU               | 12               | NU               | NU               | 8                | 0                | 24               | 0                   | 18                  |
| 1986  |             |                    | BRA              | ESP              | SMR              | MCO              | BEL              | CAN              | USE              | FRA              | GBR              | DEU              | HUN              | AUT              | ITA              | PRT              | MEX              | AUS              | Punkty           | Pozycja          | Punkty              | Pozycja             |
| 1986  | Minardi     | Andrea de Cesaris  | NU               | NU               | NU               | NZ               | NU               | NU               | NU               | NU               | NU               | NU               | –                | –                | –                | –                | –                | –                | 0                | 24               | 0                   | 15                  |
| 1986  | Minardi     | Alessandro Nannini | NU               | NU               | NU               | NZ               | NU               | NU               | NU               | NU               | NU               | NU               | NU               | NU               | NU               | NS               | 14               | NU               | 0                | 29               | 0                   | 15                  |